# Conus nodulosus
Conus nodulosus é uma espécie de gastrópode do gênero Conus, pertencente à família Conidae.